# Розгірче (заповідне урочище)
Розгі́рче — заповідне урочище місцевого значення в Україні. Розташоване в межах Стрийського району Львівської області, на південь від села Розгірче. 

## Загальні відомості
Площа 205,7 га. Оголошено згідно з рішенням Львівської облради від 9.10.1984 року № 495. Перебуває у віданні ДП «Сколівський лісгосп» (Любинцівське лісництво, кв. 25, 26). 

## Мета створення
Статус присвоєно для збереження частини лісового масиву в передгір'ї Українських Карпат (масив Сколівські Бескиди). Зростають еталонні чисті букові насадження, водяться різні види фауни.

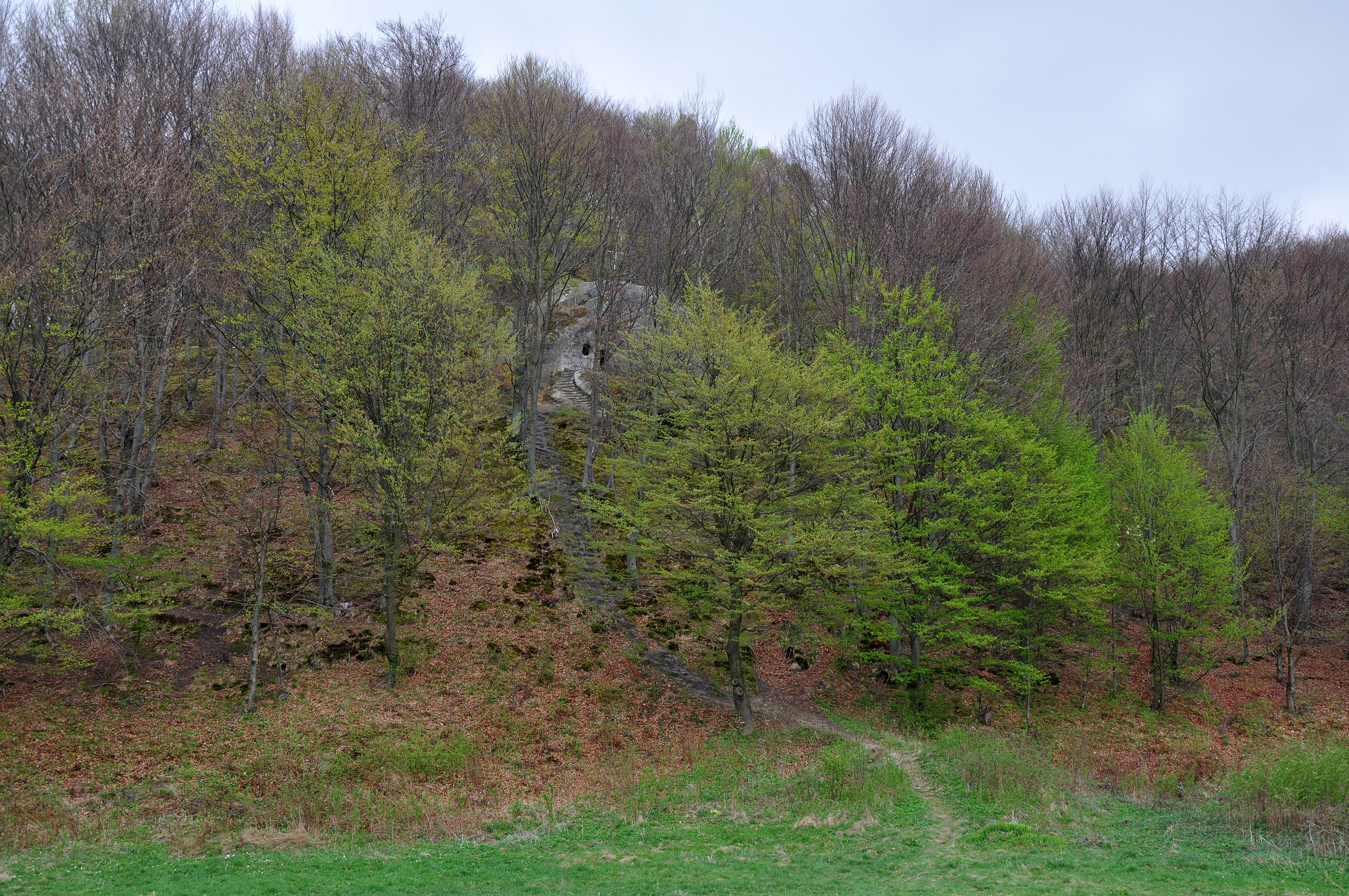